# Salamanca (lok)

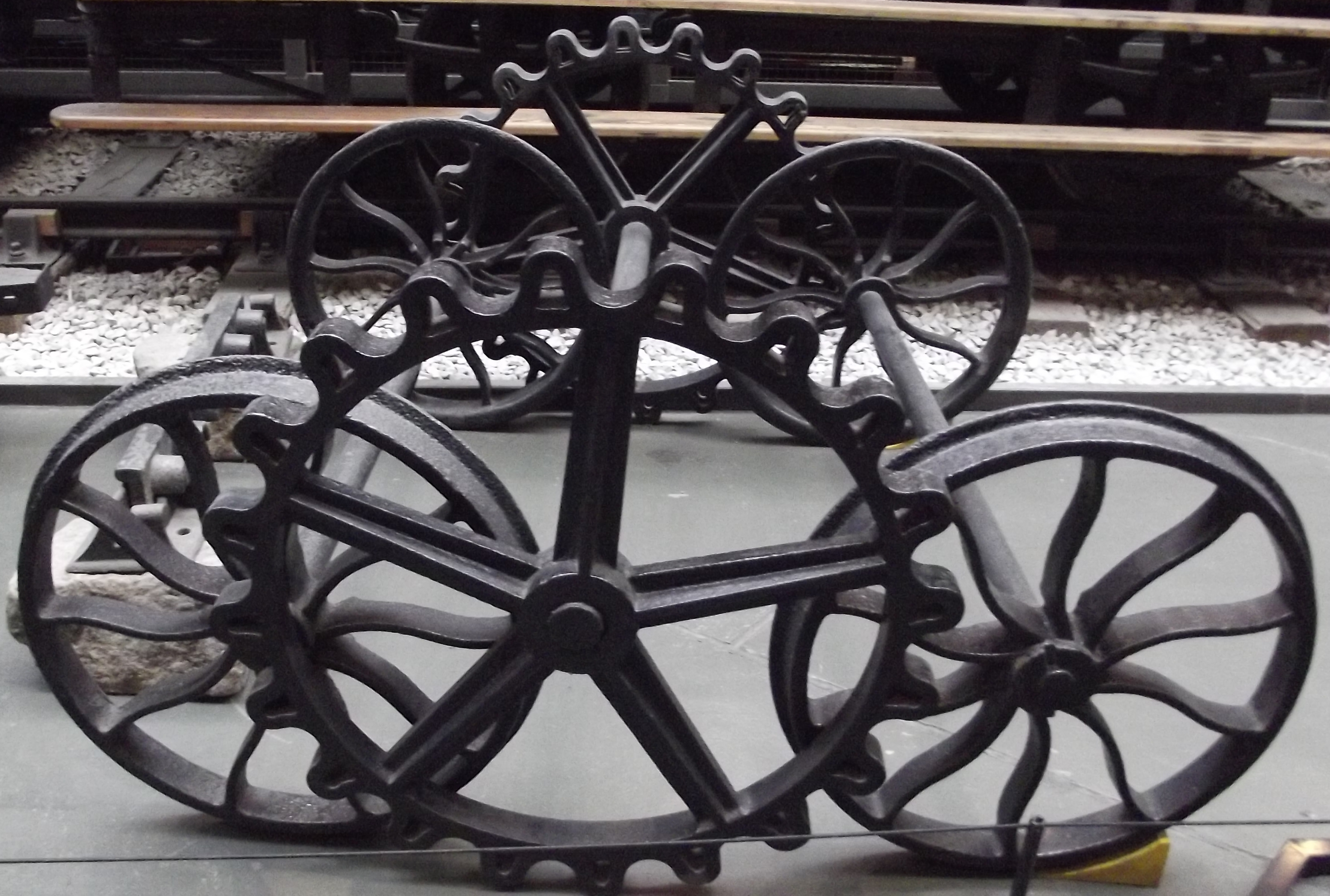
replika av drivsystem

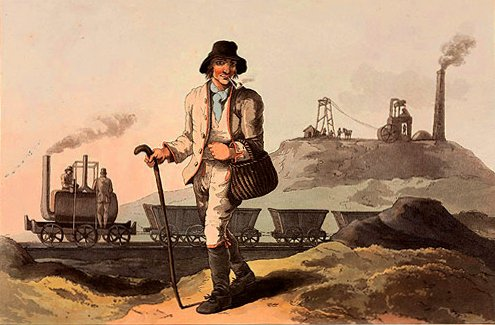
The Collier, akvarell av George Walker, 1813

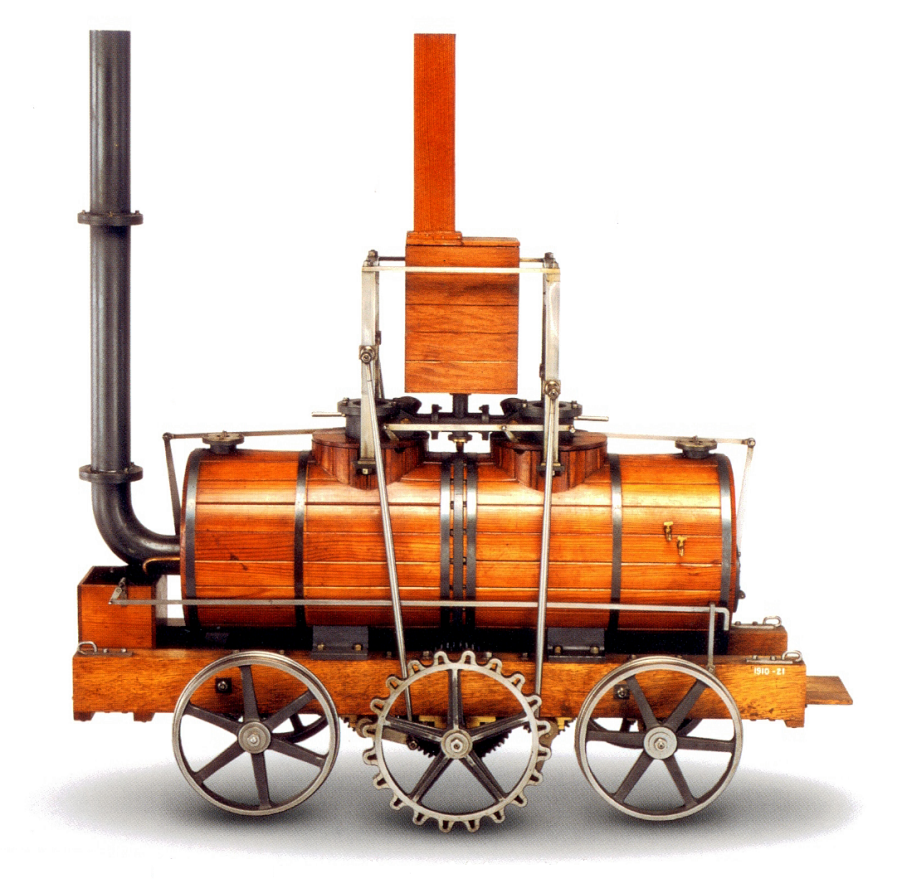
Modell i skala 1:8

 Salamanca var ett brittiskt ånglokomotiv, som var det första loket som blev en ekonomisk framgång. Det tillverkades 1812 av Matthew Murray i Holbeck för kuggstångsbanan Middleton Railway, som gick mellan Middleton och Leeds. och föregick Stephenson's Rocket med 17 år. Salamanca var det första lok som hade två cylindrar. Det fick sitt namn efter hertigen av Wellingtons seger vid slaget vid Salamanca, vilket utkämpades samma år.
Salamanca var också det första kuggstångslokomotivet. Det använde John Blenkinsops patenterade system för kuggstångsjärnvägar. En ytterligare, tandad räls var lagd på ömse sidor om smalspårsrälsen. Ett stort kuggförsett hjul på lokets vänstra sida rullade på den ena rälsen för framdriften. Kugghjulet drevs av dubbla cylindrar inbäddade i överdelen av ångpannan. Lokomotivet var i tjänst under tjugo år.
Matthew Murray byggde 1811 en presentationsmodell av det planerade loket i skala 1:8, vilket ingår i Leeds Industrial Museums samlingar. Det är världens äldsta modellokomotiv.